# Zemětřesení v Kostarice 2017
Zemětřesení v Kostarice v roce 2017 se odehrálo 12. listopadu na západním pobřeží Kostariky. Otřesy dosáhly síly 6,5 stupně s maximální intenzitou VIII (silný) na Mercalliho stupnici. Hypocentrum se nacházelo v hloubce 19 km a 16 km jihovýchodně od města Jacó, které leží asi 100 km jihozápadně od hlavního města San José, ve kterém bylo zemětřesení zaznamenáno také.
Poblíž epicentra otřesu bylo hlášeno poškození elektrického vedení. Při zemětřesení zemřeli 3 lidé, pravděpodobně na infarkt.